# 1903-as magyar úszóbajnokság
Az 1903-as magyar úszóbajnokság versenyszámait augusztus 15 és 16-án rendezték meg a Városligeti-tóban.

## Eredmények

### Férfiak
| Versenyszám                          | Arany             | Arany   | Ezüst                 | Ezüst | Bronz | Bronz |
| ------------------------------------ | ----------------- | ------- | --------------------- | ----- | ----- | ----- |
| 100 yard gyorsúszás augusztus 16     | Halmay Zoltán MUE | 1:12,6  | Biegelbauer Árpád MUE |       |       |       |
| 1 mérföldes gyorsúszás augusztus 15. | Kiss Géza MUE     | 27:14,8 |                       |       |       |       |